# Качана (Новара)
Качана је насеље у Италији у округу Новара, региону Пијемонт.
Према процени из 2011. у насељу је живело 309 становника. Насеље се налази на надморској висини од 254 м.